# Кущове (Запорізький район)
Кущове́ — село в Україні, у Комишуваській селищній громаді Запорізького району Запорізької області. Населення становить 191 осіб. До 2016 року орган місцевого самоврядування — Новоіванівська сільська рада.

## Географія
Село Кущове розташоване за 45 км від обласного центру, поруч на відстані 2 км розташовані сусідні села Щасливе та Новоіванівка. Найближча залізнична станція Фісаки (за 8 км). Селом тече пересихаюча річка Мокра Комишуватка із загатою.

## Історія
У 1856 році гуттерити заснували село під первинною назвою Гуттердорф на чолі Йогана Корніса. У 1859 році гуттерит Міхаель Вальднер зміг відновити товарну спільноту в одному краї Гуттердорфа, став, таким чином засновником окремого Шміделюта.
За даними 1859 року на правому березі Мокрої Комишуватки була німецька колонія менонітів Обідне (налічувала 18 подвір'їв, 75 мешканців) та на лівому березі панське село Павлівка (15 подвір'їв, 99 мешканців).
У 1860 році гуттерит Дарій Вальтер заснував іншу групу з товарну спільністю на іншому кінці Гуттердорфа, створивши таким чином Даріуслейт. У 1877 році гуттерити переїхали до Південної Дакоти (США).
7 (20) листопада 1917 року, відповідно до Третього Універсалу Української Центральної Ради, увійшло до складу Української Народної Республіки.
10 серпня 2016 року, 
в ході децентралізації,  Новоіванівська сільська рада об'єднана з  Комишуваською селищною громадою.
12 червня 2020 року, відповідно до Розпорядження Кабінету Міністрів України від № 713-р «Про визначення адміністративних центрів та затвердження територій територіальних громад Запорізької області», село увійшло до складу Комишуваської селищної громади.
19 липня 2020 року, в результаті адміністративно-територіальної реформи та ліквідації Оріхівського району, село увійшло до складу Запорізького району.
7 листопада 2022 року, 07:00 ранку, російські окупанти завдали ракетного удару із застосуванням ЗРК С-300 з боку Токмака по селу Кущове. Внаслідок чогозазнали руйнування Будинок культури, складські приміщеннями фермерів та приватні домогосподарства.

## Ландшафтні заказники
- На захід від села розташований ландшафтний заказник місцевого значення «Балка Драна»[10].
- На північ від села розташований ландшафтний заказник місцевого значення «Балка Кущовська»[11].